# Aire métropolitaine marseillaise
L'aire métropolitaine marseillaise, aussi nommée aire métropolitaine d'Aix-Marseille, est un concept apparu dans les années 1960. Ce concept désigne une agglomération considérée par certains comme fictive et par d'autres aujourd'hui comme de fait, couvrant la moitié du département des Bouches-du-Rhône, englobant les villes d'Aix-en-Provence et de Marseille et considérant cette dernière comme ville-centre. Si la continuité urbaine du bâti de nombreux obstacles naturels ne sont pas urbanisés dans l'aire métropolitaine, notamment le Massif de l'Étoile ou le Massif du Garlaban. Par abus de langage, on utilise souvent le terme d'agglomération d'Aix-Marseille ou tout simplement Aix-Marseille (termes anciennement utilisés par exemple par l'INSEE). Les études de l'INSEE caractérisent ce territoire comme étant à la fois une entité physique, avec l'unité urbaine, et une entité économique, avec l'aire urbaine.
Le territoire défini ne correspond encore à aucune entité administrative. Cependant en 2012 le gouvernement français lance une procédure pour mettre en place une métropole, qui est fondée le 1er janvier 2016.
Son territoire est fortement marqué par des dissensions tant entre les deux villes principales (Aix-en-Provence et Marseille) qu'entre Marseille et ses communes directement limitrophes. Ces dissensions, ainsi que la taille et une certaine disparité du territoire que recouvre cette aire métropolitaine, ont amené les différentes communes à créer leur propre intercommunalité indépendante, avec principalement la Communauté urbaine Marseille Provence Métropole autour de Marseille et la Communauté d'agglomération du pays d'Aix autour d'Aix-en-Provence. On[Qui ?] parle à ce sujet d'agglomération bicéphale.

## Composition
L'aire métropolitaine correspond à l'aire urbaine, qui rassemble les communes dont 40 % ou plus de la population active travaille dans le pôle urbain principal. 90 communes composent ce territoire, dont 73 sont dans le département des Bouches-du-Rhône, 16 dans le Var et une dans le Vaucluse. Les villes les plus peuplées sont Marseille, Aix, Martigues, Aubagne, Vitrolles et Marignane.

## Transports dans la métropole
Les corridors de transport les plus importants dans la zone métropolitaine sont entre Marseille et Aix, Marseille et Aubagne, et Marseille et Marignane-Vitrolles, avec chacun plus de 120 000 voyages par jour. Les déplacements hors de l'aire urbaine se font principalement vers l'aire urbaine toulonnaise et manosquaise. Entre 8 et 14 % des trajets interurbains se font en transport en commun (train, car). 
La métropole compte plusieurs lignes de train qui relient différentes gares métropolitaines. Le réseau ferré est centré sur Marseille et la gare Saint-Charles :
- Ligne Pertuis - Aix-en-Provence - Marseille
- Ligne d'Avignon à Miramas
- Ligne de Marseille-Saint-Charles à Vintimille (frontière)
- Ligne de Carnoules à Gardanne
- Ligne de Miramas à l'Estaque
- LGV Méditerranée

Le transport interurbain est aussi assuré par le réseau Cartreize, réseau d'une cinquantaine de lignes de car départementales.
Les transports en commun des différentes villes de la métropole sont gérés par différentes intercommunalités, créant  un réseau complexe et peu pratique. Marseille et Aubagne sont les deux seules villes de l'aire urbaine possédant un réseau de tramway (mise en service en 2014 pour Aubagne), le réseau aubagnais a pour projet de relier dans un futur lointain le réseau marseillais.